# Led Zeppelin III
Albums de Led Zeppelin
Led Zeppelin II
(1969) Led Zeppelin IV
(1971)
Singles
1. Immigrant Song
Sortie : 5 novembre 1970

Led Zeppelin III est le troisième album du groupe de rock britannique Led Zeppelin, sorti le 5 octobre 1970 sur le label Atlantic Records. Il est enregistré en mai et juin 1970 principalement à la Headley Grange dans le comté d'Hampshire à l'aide du studio mobile des Rolling Stones et à Londres dans les Studios Olympic et Studios Island. Il est produit par le guitariste du groupe Jimmy Page assisté par les ingénieurs du son Andy Johns et Terry Manning.
Composé en partie dans le cadre bucolique du cottage de Bron-Yr-Aur au Pays de Galles, l'album montre une nouvelle face du groupe, plus mature et largement tournée vers une musique plus folk rock notamment sur la deuxième face de l'album.

## Historique

### Composition

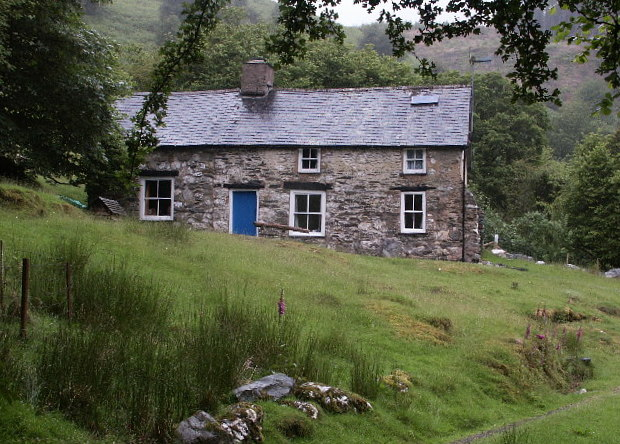
Le cottage de Bron-Yr-Aur en 2004

De retour d'une tournée éreintante (25 shows en moins d'un mois) aux États-Unis, Jimmy Page et Robert Plant louent le petit cottage de Bron-Yr-Aur dans le parc naturel de Snowdonia au pays de Galles. Accompagnés de Maureen et Carmen Jane (âgée de 18 mois), la femme et la fille de Robert et de Charlotte la petite amie de Jimmy, les deux musiciens passent pour la première fois du temps ensemble, hors des enregistrements et des tournées. Le confort est rudimentaire, pas d'électricité, ni d'eau courante, trois roadies, Sandy McGregor, Henry Smith et Clive Coulson s'occupent des repas, du ménage et font que tout se passe au mieux.
Jimmy Page et Robert Plant passent près d'un mois à Bron-Yr-Aur, composant de nombreuses nouvelles chansons, Friends, That's the Way et Bron-Y-Aur Stomp qui figureront sur cet album mais aussi, Over the Hills and Far Away, The Crunge qui seront reprises sur l'album Houses of the Holy, Bron-Yr-Aur et Down by the Seaside sur l'album Physical Graffiti et Poor Tom qu'on trouvera sur l'album d'inédits Coda. Le tout est enregistré sur un petit magnétophone à piles et retravaillé en studio plus tard.
Jimmy Page dira plus tard dans une interview :

« Après avoir tourné intensément pour nos deux premiers albums, nous avions besoin de faire une pause. Nous avons décidé de louer un petit cottage en contraste de la vie en chambres de motel. Cela eut une influence sur le matériel que nous écrivions. La tranquillité de l'endroit donna le ton de l'album, évidemment nous n'avions pas une rangée d'ampli Marshall de 100 watts. Ayant joué sur des guitares acoustiques, étant intéressé par la guitare classique de toute façon et étant dans un cottage sans électricité, il ne restait plus qu'à jouer en acoustique. »

Avant de passer du temps à Bron-Yr-Aur, Jimmy Page avait déjà composé Immigrant Song, Friends (en) et Tangerine, cette dernière chanson datait même de plusieurs années, bien avant la formation de Led Zeppelin. Jimmy avait aussi réarrangé une vieille chanson populaire The Maid Freed from the Gallows et était curieux de voir ce qu'elle pouvait donner avec Led Zeppelin. Robert Plant écrit de nouvelles paroles et elle devient Gallows Pole sur l'album.

### Enregistrement
Revenus du Pays de Galles, Jimmy et Robert retrouvent John Paul Jones et John Bonham dans un ancien hospice du comté d'Hampshire, la Headley Grange. Le groupe répète d'abord ses nouvelles compositions, puis commence l'enregistrement à l'aide du studio mobile des Rolling Stones. Le groupe ira faire des enregistrements complémentaire à Londres dans les studios Olympic et Island Studios.
C'est principalement les enregistrements de l'Headley Grange qui seront retenus pour l'album, on retrouvera les enregistrements londoniens sur les titres bonus le l'édition Deluxe de 2014 (voir liste des titres). Andy Johns sera l'ingénieur du son pour les enregistrements anglais.
Celebration Day a subi un léger montage. La batterie étant enregistrée, c'est au tour de Jimmy Page de faire sa partie. Mais, au début de l'enregistrement de Page, l'ingénieur du son remarque qu'il n'a pas changé la bande et que le son de la guitare écrase le son de la batterie. Page bricole alors une intro pour réparer la bêtise de l'ingénieur.
Le mixage se fait à Memphis dans les studios Ardent en août 1970 lors de la sixième tournée américaine de Led Zeppelin, l'ingénieur du son est Terry Manning.
Jimmy Page produit entièrement le disque et Peter Grant en est le producteur exécutif.

### Pochette
La conception de la pochette est confiée à Zacron (Richard Drew), un artiste peintre, graphiste que Jimmy Page avait rencontré au début des années soixante au Kingston College of Arts. C'est Jimmy qui a l'idée de la roue à images qui tourne, en se souvenant des vieux catalogues de jardinage. Il admettra plus tard en 1998 dans une interview donnée au magazine Guitar World, qu'il n'aime pas la pochette.
L'édition originale en vinyle comporte cette roue sur laquelle sont imprimées des images diverses et des photos des membres du groupe. Sur le devant de la pochette, différents trous laissent apparaître les images lorsqu'on tourne la roue.
En France, le disque sort d'abord en pochette simple avec la photo des quatre musiciens servant de pochette avant. L'arrière comporte les titres des morceaux surmontés d'un dirigeable. La réédition de 1971 présentera l'album dans sa forme originale avec la roue.

### Accueil et critiques
Attendu avec impatience après le succès du deuxième album, Led Zeppelin III se classe à la première place des charts américains, canadiens et anglais. Peu avant sa sortie, les lecteurs du magazine anglais Melody Maker avaient élu le groupe comme meilleur groupe de l'année, détrônant les Beatles qui régnaient en maître sur ce classement depuis 1963.
L'album est certifié disque d'or dès sa sortie aux États-Unis, les pré-commandes se chiffrant à près d'un million d'exemplaires. Il finira par y être vendu à plus de six millions d'exemplaires.
En France, Led Zeppelin III reste classé 34 semaines en atteignant la 4e place et sera certifié disque de platine (300 000 ex. vendus).
Les critiques à sa sortie sont parfois mitigées. Robert Christgau lui attribue la note de B+ en saluant la prestation vocale de Robert Plant tant sur les titres rock qu'acoustiques. Par contre Lester Bangs du magazine Rolling Stone, n'aime que la chanson "That's the Way", critiquant les titres les plus hard, leur reprochant de se ressembler tous et ne pouvant être écoutés qu'au prix d'immenses efforts.
Certaines critiques ont le don d'énerver Jimmy Page, notamment celles du Melody Maker qui reprochent à l'album et notamment à la face acoustique de suivre les pas de Crosby, Stills & Nash. Il restera 18 mois sans donner d'interviews et c'est aussi une des raisons pour lesquelles le quatrième album du groupe n'aura pas de nom.
L'album est aujourd'hui cité dans l'ouvrage de référence de Robert Dimery Les 1001 albums qu'il faut avoir écoutés dans sa vie et dans un bon nombre d'autres listes.

## Titres

### Édition originale
| 1. | Immigrant Song             | Page, Plant         | Headley Grange  | 2:26 |
| 2. | Friends                    | Page, Plant         | Headley Grange  | 3:55 |
| 3. | Celebration Day (en)       | Page, Plant, Jones  | Headley Grange  | 3:29 |
| 4. | Since I've Been Loving You | Page, Plant, Jones  | Island Studios  | 7:25 |
| 5. | Out on the Tiles           | Page, Plant, Bonham | Olympic Studios | 4:04 |

| 6.  | Gallows Pole             | traditionnel, arr. Page, Plant     | Headley Grange  | 4:58 |
| 7.  | Tangerine                | Page                               | Headley Grange  | 3:12 |
| 8.  | That's the Way           | Page, Plant                        | Island Studios  | 5:38 |
| 9.  | Bron-Y-Aur Stomp         | Page, Plant, Jones                 | Headley Grange  | 4:20 |
| 10. | Hats Off to (Roy) Harper | traditionnel, arr. Charles Obscure | Olympic Studios | 3:41 |

### Deluxe edition bonus disc
| Titres bonus 2014 | Titres bonus 2014                                                                    | Titres bonus 2014                                  | Titres bonus 2014                    | Titres bonus 2014 | Titres bonus 2014 | Titres bonus 2014 | Titres bonus 2014 | Titres bonus 2014 | Titres bonus 2014 |
| No                | Titre                                                                                | Auteur                                             | Lieu et date d'enregistrement        | Durée             |                   |                   |                   |                   |                   |
| ----------------- | ------------------------------------------------------------------------------------ | -------------------------------------------------- | ------------------------------------ | ----------------- | ----------------- | ----------------- | ----------------- | ----------------- | ----------------- |
| 1.                | The Immigrant Song (Alternate Mix)                                                   | Page, Plant                                        | Olympic Studios 2 - 29 mai 1970      | 2:25              |                   |                   |                   |                   |                   |
| 2.                | Friends (Track, No Vocal)                                                            | Page, Plant                                        | Olympic Studios 1 - 5 juin 1970      | 3:43              |                   |                   |                   |                   |                   |
| 3.                | Celebration Day (Alternate Mix)                                                      | Jones, Page, Plant                                 | Olympic Studios 1 - 3 juin 1970      | 3:18              |                   |                   |                   |                   |                   |
| 4.                | Since I've Been Loving You (Rough Mix of First Recording)                            | Jones, Page, Plant                                 | Olympic Studios 1 - 5 juin 1970      | 7:16              |                   |                   |                   |                   |                   |
| 5.                | Bathroom Sound ("Out On the Tiles") (Track, No Vocal)                                | Bonham, Page, Plant                                | Olympic Studios 2 - 3 juin 1970      | 4:00              |                   |                   |                   |                   |                   |
| 6.                | Gallows Pole (Rough Mix)                                                             | Traditional, arr. Page, Plant                      | Island Studios - 5 juillet 1970      | 5:17              |                   |                   |                   |                   |                   |
| 7.                | That's the Way (Rough Mix with Dulcimer & Backwards Echo)                            | Page, Plant                                        | Olympic Studios 2 - 30 mai 1970      | 5:22              |                   |                   |                   |                   |                   |
| 8.                | Jennings Farm Blues ("Bron-Y-Aur Stomp") (Rough Mix of All Guitar Overdubs That Day) | Jones, Page, Plant                                 | Olympic Studios 2 - 13 décembre 1970 | 5:54              |                   |                   |                   |                   |                   |
| 9.                | Key to the Highway/Trouble in Mind (Rough Mix)                                       | Big Bill Broonzy, Charlie Segar / Richard M. Jones | Olympic Studios 1 - 10 juin 1970     | 4:05              |                   |                   |                   |                   |                   |
| 41:29             |                                                                                      |                                                    |                                      |                   |                   |                   |                   |                   |                   |

## Musiciens
- Robert Plant : chant
- Jimmy Page : guitares acoustique et électrique, pedal steel, banjo, dulcimer, basse sur That's the way, chœurs sur Tangerine, production
- John Paul Jones : basse, contrebasse sur Bron-Yr- Aur Stomp, mandoline, orgue Hammond, synthétiseur Moog, arrangements des cordes sur Friends
- John Bonham : batterie, percussions

## Analyse des titres

### Immigrant Song
Jimmy Page avait trouvé le riff avant de commencer le travail pour ce troisième album, il ne manquait plus que les paroles. Celles-ci sont composées après le concert du 22 juin 1970 à Reykjavik, Robert Plant se sentant inspiré par le pays, écrit des paroles s'inspirant des  vikings et de la mythologie nordique. Baptême de feu pour ce titre, le festival de Bath, Led Zeppelin ouvre son show avec cette chanson et il en sera de même pour les concerts de 1970 à 1972 avant qu'il ne cède sa place à Rock and Roll et sera joué durant les rappels. C'est un des titres hard rock des plus rapides du répertoire du groupe.
La chanson est utilisée comme unique single pour promouvoir l'album. Elle atteint la 16 e place du Billboard Hot 100 et est accompagnée par un titre inédit Hey, Hey, What Can I Do en face B.
Elle sera utilisée comme générique de l'émission de TF1, 50 minutes inside et fera l'objet de nombreuses reprises (Gotthard, Leave Scars, Dread Zeppelin, Infectious Grooves...)

### Friends
Les paroles de Friends ont été écrites pendant le séjour à Bron-Yr-Aur. Rare titre du groupe à comprendre des cordes, Jimmy  Page voulait qu'elle sonne dans un style indien, mais finalement c'est John Paul Jones qui écrit les arrangements de la partition des cordes, mais sans être crédité.Elle se termine par un passage au Moog synthétiseur qui la relira à Celebration Day. John Paul Jones joue de la basse avec un bottleneck. Premier titre acoustique de l'album, elle sonne résolument dans un registre West Coast psychédélique. Comparée brièvement avec la chanson de Crosby, Stills, Nash and Young, Carry On, l'intro est très ressemblante, elle ne fera pas l'objet de poursuites pour plagiat.
Elle ne sera jouée qu'une seule fois en concert par Led Zeppelin : le 29 septembre 1971 à Osaka au Japon.
Jimmy Page et Robert Plant réenregistreront la chanson avec le Bombay Orchestra lors d'un voyage en Inde en 1972. Cette version comprend des tablas et des sitars. L'enregistrement ne sera pas sans problèmes, l'orchestre n'arrivant pas à jouer dans le tempo, certains musiciens ayant abusé de la bouteille. On trouve cette version sur la réédition de Coda parue en 2015.
Plus tard en 1994, elle sera réenregistrée pour l'album de Page and Plant, No Quarter: Jimmy Page and Robert Plant Unledded avec l'aide d'un orchestre égyptien et du London Metropolitan Orchestra.

### Celebration Day(en)
Originellement, la chanson devait commencer par une intro de John Bonham mais une erreur d'un technicien qui avait endommagé la bande changera la donne. C'est donc la fin au mellotron de Friends qui est raccordée à l'intro de Celebration Day.
La chanson est composée de plusieurs riffs de guitares, en partie de guitare électrique et slide. Elle est composée et développée à l'Headley Grange et est le deuxième titre hard rock de l'album.
Dans une interview, Jimmy Page à qui l'on demandait pourquoi le titre est Celebration Day, ce dernier répondit : « Parce qu'elle dit : "I'm happy" (je suis content), c'est tout ». Robert Plant aurait composé les paroles en pensant à New York, il présentera souvent la chanson lors des concerts en l'appelant The New-York Song.
Cette chanson donnera aussi son nom au CD/DVD enregistré lors de l'unique concert donné par Led Zeppelin en 2007.

### Since I've Been Loving You
Pièce maitresse de l'album, ce long blues de plus de sept minutes est enregistré en une seule prise aux Island Studios à Londres avec très peu d'overdubs. Jimmy Page répondra à un journaliste qui trouvait que la chanson n'était pas un blues typique:

« Tout dépend comment vous définissez le blues. Tout le monde pense immédiatement aux 12 mesures (12 bar blues) mais je ne pense pas qu'il faille 12 mesures pour avoir cette qualité émotive. »

Cependant, le titre fest mis en travail dès l'enregistrement du deuxième album mais est abandonné au profit de Whole Lotta Love. Le groupe continue à  travailler sur la chanson et la joue pour la première fois en public dès le 9 janvier 1970 au Royal Albert Hall de Londres.
Jimmy Page avoue que c'était le titre le plus dur à enregistrer de l'album, le groupe étant devenu très critique envers lui-même à cette époque. Son solo de guitare ne nécessite cependant qu'une seule prise. Sur l'enregistrement, John Paul Jones joue de l'orgue et des pédales basse en même temps. Grande performance vocale de Robert Plant sur ce titre qui deviendra un incontournable lors de tournées.

### Out on the Tiles
C'est John Bonham qui inspire le riff de ce titre très heavy. Il avait l'habitude après avoir bu un bon coup de chanter et de taper du pied en rythme : la chanson parle de boire quelques pintes de bières et de se sentir mieux en faisant la tournée des bars. Jimmy remplace le chant de John par un riff et Robert écrit des paroles plus adéquates pour un public moins averti. En anglais,  « out on the tiles » est une expression fréquemment employée pour  « sortir en ville » ou « faire la tournée des bars ».
Ce titre sera joué quelquefois en public mais son introduction servira le plus souvent au lancement de Black Dog.
Il est à noter que sur l'édition japonaise du single Immigrant Song, Out on the Tiles remplace Hey, Hey, What Can I Do. Ces copies sont devenues des collectors très recherchés. Ce titre figurera aussi comme face B du single Bron-Y-Aur Stomp paru aux Pays-Bas.

### Gallows Pole
Titrée à son origine The Maid Freed from the Gallows, cette chanson est considérée « traditionnelle » parce que son auteur est inconnu. C'est Leadbelly qui l'a popularisée sous le titre Gallis Pole. Mais c'est la version du californien Fred Gerlach qui retient l'attention de Jimmy Page qui réarrange complètement la chanson et Robert Plant rajoute un verset.
Elle raconte l'histoire d'une jeune fille condamnée à la pendaison, qui implore qu'on vienne la sauver en payant grassement son bourreau. Alors que dans la plupart des versions de cette chanson elle est sauvée, dans celle de Led Zeppelin, le bourreau, malgré avoir touché des pots-de-vin, exécutera quand même la jeune femme.
Sur cette chanson, Jimmy Page joue du banjo (celui de John Paul Jones) bien qu'il n'en ait jamais joué, de la guitare acoustique et électrique, John Paul joue de la mandoline et de la basse. Le rythme de la chanson va crescendo, technique qui sera employée plus tard pour Stairway to Heaven. Sa rare version en public sera jouée entièrement sur une guitare électrique.

### Tangerine
Composée par Jimmy Page, cette chanson date d'avant sa période Yardbirds. Elle lui a été inspiré par sa relation sentimentale avec Jackie DeShannon. Une première version de cette chanson avait été enregistrée par les Yardbirds (avec Jimmy Page) sous le titre Knowing That I'm Losing You, Keith Relf écrivant de nouvelles paroles. Elle ne figurera cependant sur aucun album officiel des Yardbirds, mais on peut en trouver une version sur la compilation Cumular Limit Complete.
La version figurant sur Led Zeppelin III a été réarrangée et la plupart des paroles ont été changées. Jimmy y joue de la pedal steel guitar. Elle est enregistrée à Headley Grange et sera jouée quelquefois en public principalement entre 1970 et 1971, lors de concerts acoustiques.

### That's the Way
C'est une autre chanson écrite par Jimmy Page et Robert Plant lors de leur séjour au Pays-de-Galles. Après une longue promenade, sur le chemin du retour, les deux musiciens font une pause et, munis d'une guitare sèche et d'un magnétophone portable, composent et enregistrent les premières mesures de la chanson.
C'est une des rares chansons de Led Zeppelin sur laquelle John Bonham ne participe pas. Jimmy Page y joue de la guitare acoustique, du dulcimer, de la pedal steel et de la basse. John Paul Jones joue de la mandoline. Elle sera régulièrement jouée en public, la première fois fut au festival de Bath en juin 1970 sous le nom de The Boy Next Door.
Selon Robert Plant, dans un court discours pour présenter la chanson sur la tournée de 1994, Scarlet Page, la fille de Jimmy Page, fut conçue une demi-heure après que That's the Way fut composé.
Elle fera partie de la bande son du film de Cameron Crowe, Presque célèbre.

### Bron-Y-Aur Stomp
Comme son nom l'indique, bien qu'il soit mal orthographié sur l'album, cette chanson est un hommage au cottage où Jimmy Page et Robert Plant séjournèrent pour écrire le troisième album du groupe. Robert Plant a écrit cette chanson en pensant aux bons moments qu'il passait avec son chien, un border collie merle. Ce dernier s'appelait Strider et avait les yeux bleus.
Cette chanson est une nouvelle fois acoustique comme quasiment toute la face B de l'album. Jimmy joue sur une guitare Martin D-28 et John Paul Jones, sur une basse fretless acoustique cinq cordes. John Bonham joue des castagnettes, des cuillères et de la grosse caisse. Sur scène, John Paul s'accompagne parfois à la contrebasse et John Paul ou Jimmy Page chantent en duo avec Robert Plant.
Une version électrique de la chanson, intitulée Jennings Farm Blues, est aussi enregistrée et figure sur la réédition Deluxe de 2014. Elle est entièrement instrumentale.
Ce titre est sorti en single en Italie (face B: Immigrant Song) et aux Pays-Bas (face B: Out on the Tiles).
À ne pas confondre avec Bron-Yr-Aur, un court instrumental qui, composé à la même époque, figure sur Physical Graffiti.

### Hats Off to (Roy) Harper
Cette chanson provient d'une jam session qu'eurent Robert Plant et Jimmy Page un soir dans le studio. Jimmy joue de la  guitare acoustique slide et Robert joue de l'harmonica et chante en faisant passer sa voix à travers l'amplification de l'harmonica.
La chanson est considérée  « traditionnelle » parce que son auteur est inconnu mais elle semble largement inspirée de la chanson Shake 'em On Down du bluesman texan Bukka White. Les arrangements sont signés Charles Obscure, un pseudonyme de Jimmy Page.
Elle est dédiée à Roy Harper, un musicien folk britannique très apprécié de Robert Plant et Jimmy Page. Celui-ci jouera d'ailleurs avec Roy Harper sur quelques-uns de ses disques, entre autres sur la chanson Same Old Rock de l'album Stormcock en 1971 sous le pseudonyme de S. Flavius Mercurius. Puis en 1973 sur deux chansons de l'album Lifemask, soit Bank of the Dead et The Lord's Prayer avec Brian Davison des Nice à la batterie. Ensuite il jouera sur la chanson Male Chauvinist Pig Blues de l'album Valentine de 1974. En 1975, c'est John Paul Jones qui jouera de la basse sur l'album HQ, sur la pièce The Game avec David Gilmour à la guitare et Steve Broughton à la batterie. Puis finalement en 1985 sur l'album Whatever Happened to Jugula?, Jimmy Page jouera à nouveau avec Roy Harper.

## Charts et certifications

### Album
| Pays             | Durée du classement | Classements 1970 - 1971 | Classements 2014 |
| ---------------- | ------------------- | ----------------------- | ---------------- |
| Allemagne        | 14 semaines         | 3e                      | 18e              |
| Australie        | 22 semaines         | 1er                     | 23e              |
| Autriche         | 2 semaines          | —                       | 24e              |
| Belgique (W)     | 28 semaines         | —                       | 11e              |
| Belgique (V)     | 19 semaines         | —                       | 17e              |
| Canada           | 28 semaines         | 1er                     | —                |
| Danemark         | 2 semaines          | —                       | 11e              |
| Espagne          | 4 semaines          | —                       | 19e              |
| États-Unis       | 59 semaines         | 1er                     | —                |
| Finlande         | 6 semaines          | —                       | 7e               |
| France           | 45 semaines         | 4e                      | 16e              |
| Italie           | 21 semaines         | 1er                     | 21e              |
| Norvège          | 43 semaines         | 3e                      | 12e              |
| Nouvelle-Zélande | 4 semaines          | —                       | 7e               |
| Pays-Bas         | 28 semaines         | 3e                      | 18e              |
| Portugal         | 3 semaines          | —                       | 16e              |
| Suède            | 2 semaines          | —                       | 14e              |
| Royaume-Uni      | 44 semaines         | 1er                     | 10e              |
| Suisse           | 4 semaines          | —                       | 20e              |

| Pays        | Certification | Ventes      | Date       |
| ----------- | ------------- | ----------- | ---------- |
| Allemagne   | Or            | 250 000 +   | 1994       |
| Argentine   | Platine       | 40 000 +    | 2003       |
| Australie   | 3 × Platine   | 225 000 +   | 2006       |
| Canada      | 3 × Platine   | 300 000 +   | 28/02/2000 |
| États-Unis  | 6 × Platine   | 6 000 000 + | 03/05/1999 |
| France      | Platine       | 300 000+    | 17/10/2001 |
| Italie      | Platine       | 80 000 +    | 2021       |
| Royaume-Uni | Platine       | 300 000 +   | 22/07/2013 |
| Suisse      | Or            | 25 000 +    | 1993       |

### Single
| Année | Single         | Chart               | Durée du classement | Position |
| ----- | -------------- | ------------------- | ------------------- | -------- |
| 1970  | Immigrant Song | (W)Ultratop         | 5 semaines          | 32e      |
| 1970  | Immigrant Song | FIMI                | —                   | 59e      |
| 1970  | Immigrant Song | Schweizer Hitparade | 10 semaines         | 4e       |
| 1971  | Immigrant Song | Hot 100             | 13 semaines         | 16e      |
| 1971  | Immigrant Song | Single Top 100      | 19 semaines         | 6e       |
| 1971  | Immigrant Song | National Top 60     | 17 semaines         | 16e      |
| 1971  | Immigrant Song | Ö3 Austria Top 40   | 4 semaines          | 13e      |
| 1971  | Immigrant Song | RPM Top Singles     | 11 semaines         | 4e       |
| 1971  | Immigrant Song | Mega Top 50         | 7 semaines          | 9e       |